# Ceratothrips
Genre
Synonymes
- Ceratothrips O. M. Reuter, 1896
- Amblythrips Bagnall, 1911

Ceratothrips, est un genre de Thrips de la famille des Thripidae  du super-ordre des Paranéoptères. Sa seule espèce reconnue actuellement est Ceratothrips ericae, le Thrips des Bruyères.